# بابلو روسي
بابلو روسي (بالإسبانية: Pablo Rossi)‏ (5 أبريل 1992 بروساريو في الأرجنتين - ) هو لاعب كرة قدم أرجنتيني في مركز الوسط. لعب مع أتليتيكو رافائيلا وتاكوما ديفنس وديبورتيفو بيريرا.

## وصلات خارجية
- بابلو روسي على موقع قاعدة بيانات كرة القدم.إي يو (الإنجليزية)
- بابلو روسي على موقع Soccerway.com (الإنجليزية)